# Passiflora fissurosa
Passiflora fissurosa är en passionsblomsväxtart som beskrevs av M.A.D.Souza. Passiflora fissurosa ingår i släktet passionsblommor, och familjen passionsblomsväxter. Inga underarter finns listade i Catalogue of Life.